# Santa Fe (Guerrero)
Santa Fe es una localidad del estado mexicano de Guerrero. Es parte del municipio de Quechultenango.

## Demografía
| Gráfica de evolución demográfica |
|                                  |

| Censo | Población |
| ----- | --------- |
| 1921  | 136       |
| 1930  | 201       |
| 1940  | 201       |
| 1950  | 211       |
| 1960  | 247       |
| 1970  | 348       |
| 1980  | 483       |
| 1990  | 663       |
| 2000  | 903       |
| 2010  | 994       |
| 2020  | 1 195     |